# La collina dei suicidi
La collina dei suicidi (Suicide Hill) è un romanzo poliziesco scritto da James Ellroy, pubblicato negli Stati Uniti nel 1985.

## Trama
Lloyd Hopkins, investigatore della squadra omicidi della polizia di Los Angeles, è il migliore poliziotto di tutta la città, ma è stato accusato di abuso di potere dai suoi superiori. Viene quindi declassato alla sezioni rapine e furti. Nel frattempo Duane Rice, giovane delinquente e ladro di auto, esce di galera e prepara delle rapine in banca durante la quale, assieme ai suoi complici, due fratelli messicani, uccide due poliziotti, tra cui il figlio di un capo della polizia, Gaffaney. Quest'ultimo chiede ad Hopkins di trovare i rapinatori a tutti i costi, e gli promette di fare in modo di salvare la reputazione passata di Hopkins. 
Si scatena una immensa caccia all'uomo in tutta la città. Duane Rice intanto uccide uno dei due fratelli messicani. Hopkins non farà in tempo a trovare Duane Rice che verrà ucciso dai sottoposti del corrotto Gaffaney che mascherano l'omicidio in suicidio. Il presunto suicidio di Rice non convince assolutamente Hopkins ma ormai Gaffaney ha dato le dimissioni e non ricatterà più Hopkins.

## Edizioni
- James Ellroy, La collina dei suicidi, traduzione di Marco Pensante, Interno giallo, 1992,  p. 223, ISBN 88-356-0154-1.